# Mendoncia blanchetiana
Mendoncia blanchetiana är en akantusväxtart som beskrevs av S.R. Profice. Mendoncia blanchetiana ingår i släktet Mendoncia och familjen akantusväxter. Inga underarter finns listade i Catalogue of Life.